# لم تبادل اشتاینیتس
لم تبادل اشتاینیتس یک قضیه اساسی در جبر خطی است که به عنوان مثال از آن برای نشان دادن این که هر دو پایه از یک فضای برداری متناهی-بعدی، دارای تعداد یکسانی از عناصر دارند، استفاده می‌شود. این نتیجه به نام ارنست اشتاینیتس ریاضیدان آلمانی نامگذاری شده‌است. نتیجه را اغلب به علت تعمیمی که ساندرز مکلین از این لم به میترویدها صورت داد، به نام لم تبادل اشتاینیتس-مک نیز می شناسند.

## گزاره
اگر {\displaystyle U=\{u_{1},\dots ,u_{m}\}} مجموعه‌ای از {\displaystyle m} بردار مستقل خطی در یک فضای برداری چون {\displaystyle V} باشند و {\displaystyle W=\{w_{1},\dots ,w_{n}\}} فضای {\displaystyle V} را بپیماید، آنگاه:
1. {\displaystyle m\leq n} .
2. یک مجموعه {\displaystyle W'\subseteq W} با {\displaystyle |W'|=n-m} وجود دارد به طوری که {\displaystyle U\cup W'} فضای {\displaystyle V} را بپیماید.

## کاربردها
لم تبادل اشتاینیتس یک نتیجه اساسی در ریاضیات محاسباتی، به ویژه در جبر خطی و الگوریتم‌های ترکیبیاتی است.

## پیوندهای بیرونی
- اثبات سیستم میزار: http://mizar.org/version/current/html/vectsp_9.html#T19